# Michael Gladis
Michael Gladis (Houston, 30 agosto 1977) è un attore statunitense.

## Biografia
Cresciuto a Farmington, nel Connecticut, nel 1995 si è diplomato presso la Farmington High School. Nel 1999 si è diplomato presso la State University of New York at New Paltz.
Deve la sua fama al suo ruolo nella serie TV Mad Men, in cui interpretava Paul Kinsey.
Il 21 luglio 2018, dopo otto anni di relazione, si è sposato con l'attrice Beth Bears, da cui ha avuto una figlia di nome Emma George nel giugno 2022.

## Filmografia

### Cinema
- Devil's Knot - Fino a prova contraria (Devil's Knot), regia di Atom Egoyan (2013)

### Televisione
- Law & Order: Criminal Intent - serie TV, 2 episodi (2005, 2010)
- Hope & Faith - serie TV, episodio 3x07 (2005)
- Mad Men - serie TV, 40 episodi (2007-2012)
- The Good Wife - serie TV, episodio 1x10 (2009)
- Law & Order - Unità vittime speciali (Law & Order: Special Victims Unit) - serie TV, episodi 12x06, 22x15 (2010, 2022)
- Medium - serie TV, episodio 7x02 (2010)
- Eagleheart - serie TV, 13 episodi (2011-2012)
- Dr. House - Medical Division - serie TV, episodio 7x11 (2011)
- Leverage - Consulenze illegali (Leverage) - serie TV, episodio 4x03 (2011)
- How I Met Your Mother - serie TV, episodio 7x20 (2012)
- Justified - L'uomo della legge (Justified) - serie TV, episodio 4x07 (2013)
- The Mentalist - serie TV, episodio 5x15 (2013)
- Reckless - serie TV, 13 episodi (2014)
- Extant - serie TV, 6 episodi (2015)
- House of Lies - serie TV, 3 episodi (2015)
- The Librarians - serie TV, episodio 2x02 (2015)
- Feed The Beast - serie TV, 10 episodi (2016)
- Elementary - serie TV, episodio 4x16 (2016)
- Lucifer - serie TV, episodio 3x01 (2017)
- Criminal Minds - serie TV, episodio 14x04 (2018)
- Penny Dreadful: City of Angels - serie TV, 10 episodi (2020)
- Morte e altri dettagli (Death and Other Details) - serie TV, 6 episodi (2024)
- Monster - serie TV, 3 episodi (2024)
- Law & Order - I due volti della giustizia (Law & Order) - serie TV, episodio 24x04 (2024)

## Doppiatori italiani
Nelle versioni in italiano delle opere in cui ha recitato, Michael Gladis è stato doppiato da:
- Alessandro Budroni in Terminator Genisys, Law & Order - Unità vittime speciali (ep. 22x15), Morte e altri dettagli
- Mauro Gravina in Mad Men, Dr. House - Medical Division
- Stefano Alessandroni in Reckless, Lucifer
- Fabrizio Odetto in Law & Order: Criminal Intent (ep. 5x09)
- Paolo Sesana in Law & Order: Criminal Intent (ep. 9x07)
- Fabrizio Vidale in Leverage - Consulenze illegali
- Pietro Ubaldi in How I Met Your Mother
- Alessandro Quarta in Justified - L'uomo della legge
- Alberto Bognanni in The Mentalist
- Roberto Stocchi in Devil's Knot - Fino a prova contraria
- Fabrizio Picconi in Elementary
- Lorenzo Scattorin in Feed the Beast
- Francesco Bulckaen in Criminal Minds
- Francesco Rizzi in Penny Dreadful: City of Angels
- Gabriele Sabatini in Monsters: la storia di Lyle ed Erik Menendez